# 約翰·派珀-弗格森
約翰·派珀-弗格森（John Pyper-Ferguson，1964年2月27日—）是一位出生在澳大利亞的加拿大演員。他出演過兄弟姐妹、末日孤艦、金裝律師等電視劇。